# Леурда (Горж)
Леурда (рум. Leurda) — село у повіті Горж в Румунії. Адміністративно підпорядковане місту Мотру.
Село розташоване на відстані 248 км на захід від Бухареста, 33 км на південний захід від Тиргу-Жіу, 83 км на північний захід від Крайови.

## Населення
За даними перепису населення 2002 року у селі проживали 243 особи, з них 242 особи (99,6%) румунів. Усі жителі села рідною мовою назвали румунську.